# فيليب كولن
فيليب كولن (بالفرنسية: Philippe Colin)‏ هو كاياكير فرنسي، ولد في 14 سبتمبر 1979 في بيزنسون في فرنسا.

## وصلات خارجية
- فيليب كولن على موقع اللجنة الأولمبية الدولية (الإنجليزية)
- فيليب كولن على موقع أوليمبيديا (الإنجليزية)
- فيليب كولن على موقع اللجنة الأولمبية الفرنسية (مؤرشف) (الفرنسية)